# Diligencia debida
El término diligencia debida (en inglés: due diligence) se emplea para conceptos que impliquen la investigación de una empresa o persona previa a la firma de un contrato o una ley con cierta diligencia de cuidado. Puede tratarse de una obligación legal, pero el término comúnmente es más aplicable a investigaciones voluntarias. Un ejemplo habitual de diligencia debida en varias industrias es el proceso por el cual un comprador potencial evalúa una empresa objetivo o sus activos de cara a una adquisición.
La teoría de la diligencia debida sostiene que llevar a cabo este tipo de investigación contribuye significativamente a una toma de decisiones informada al optimizar la calidad y cantidad de información disponible de quienes toman estas decisiones y al asegurar que esta información sea usada sistemáticamente para deliberar de una manera reflexiva la decisión en cuestión y todos sus costos, riesgos y beneficios.